# Хасена Сейтказіна
Хасе́на Сейтка́зіна (каз. Хасена Сейтказина) — село у складі Майського району Павлодарської області Казахстану. Входить до складу Каратерецького сільського округу.
Населення — 29 осіб (2021; 75 у 2009, 220 у 1999, 226 у 1989).
Національний склад станом на 1989 рік:
- казахи — 100 %

До 2012 року село називалось Орджонікідзе, у радянські часи мало також назву Каратерек.